# Aeroportul Zemio
Aeroportul Zemio (IATA: IMO, ICAO: FEFZ) este un aeroport din Haut-Mbomou, Republica Centrafricană ce deservește zona Zémio⁠(d). A fost numit după zona deservită.
Situat la o altitudine de 599 m, aeroportul dispune de o singură pistă.